# Reggenza di Melawi
La reggenza di Melawi (in indonesiano: Kabupaten Melawi) è una reggenza dell'Indonesia, situata nella provincia di Kalimantan Occidentale.